# Cupido y Psique (David)
Amor y Psique o Cupido y Psique es una pintura de 1817 de Jacques-Louis David, ahora en el Museo de Arte de Cleveland. Fue realizada durante el exilio de David en Bruselas,  para el mecenas y coleccionista Gian Battista Sommariva.   En su primera exposición en el museo de Bruselas sorprendió a los espectadores por su tratamiento realista de la figura de Cupido.  Los críticos en general vieron el estilo poco convencional de la pintura y la representación realista de Cupido como prueba del declive de David durante su exilio, pero los historiadores del arte han llegado a ver la obra como una desviación deliberada de los métodos tradicionales de representación de figuras mitológicas. 

## Fondo

### Exilio
David comenzó a planificar Amor y Psique en París en 1813 y luego lo completó mientras estaba exiliado en Bruselas, tras la caída del poder de Napoleón. Fue el primer cuadro que David terminó en el exilio.  Luis XVIII había ofrecido a David un perdón por sus actividades durante la Revolución, pero el pintor decidió exiliarse en Bruselas.  Hasta ese momento, David había sido considerado a menudo como uno de los principales imitadores del arte antiguo.  Su estilo típico era lo que el historiador de arte alemán Winckelmann describió como el “bello ideal”.  Este luego conocido como estilo neoclásico se centró en una imagen idealizada de los cuerpos. El estilo de David también se había caracterizado anteriormente por su sencillez clasicista.  Aquí se desvía dramáticamente de estos rasgos. Cuando debutó en París, muchos espectadores lo vieron como un símbolo del efecto negativo del exilio en el artista. 

### Comisión e inspiración
Este cuadro fue realizado para la colección de Sommariva, que se había enriquecido rápidamente mediante operaciones financieras dudosas.  : 232  Probablemente reunió su colección pictórica para mostrar su riqueza y mejorar su reputación.  : 232 
Según la correspondencia de David, se había interesado en la historia de Cupido y Psique y quería darle un nuevo giro a este tema muy popular en los siglos XVIII y XIX, mediante el uso del realismo.  James Gallatin, el hijo de 17 años de un diplomático estadounidense, posó desnudo para el cuadro, lo que puede explicar el chocante aspecto adolescente de Cupido. 
Este cuadro está basado en un mito presente en Las Metamorfosis o El asno de oro de Apuleyo. Según la historia, Psique es una bellísima mortal, que es castigada por Venus, quien está celosa de su belleza. La diosa deja el castigo en manos de su hijo Cupido, ordenando que con sus flechas haga que se enamore de un ser horrible, pero antes de herirla, el joven al verla se enamora. Cupido decide llevarse a Psique a su palacio, manteniendo su identidad en secreto para no molestar a su madre. Todas las noches, Cupido se queda con Psique y se marcha temprano antes de que ella se despierte. Psique comienza a preguntarse quién es y finalmente intenta utilizar una lámpara para descubrir su verdadera identidad. Pero una gota de aceite caída despierta a Cupido y entonces la abandona. En la historia de Apuleyo, el resto del mito trata sobre Psique intentando recuperar el amor de Cupido.  La imagen de David captura el momento de la mañana en el que Cupido se escapa después de pasar la noche con ella. La historiadora del arte Mary Vidal ha argumentado que la pintura de David aborda la ambigüedad y las inversiones de significado en la obra original de Ovidio, recreando el "enfoque engañoso de una alegoría". 

## Descripción
La obra representa a Cupido escabulléndose mientras Psique duerme tranquilamente. La estancia transmite una sensación decorativa y desordenada. Los colores fuertes y densos del lecho y el abrumador dosel contrastan con el fondo sobrio con una abertura cuadrada a un paisaje montañoso con un templo, en cuyo cielo se aprecia el alba. Según Mary Vidal, simboliza “viaje, renovación e iluminación” en contraste con las circunstancias de la recluida Psique. Los cuerpos desnudos de Cupido y Psique están iluminados contrastando con el fondo en penumbra, resaltando aun más su apariencia no idealizada.
David comenzó el proyecto antes de su exilio e hizo numerosos cambios en su diseño después de llegar a Bruselas.  Hizo modificaciones importantes después de que el diseño fuera transferido al lienzo, lo cual era inusual.  El mayor cambio fue la decoración del interior en estilo Imperio, que pudo haber servido como recuerdo de la época en que Napoleón estaba en el poder. 
Hay una pequeña mariposa blanca sobre Psique. La mariposa voladora simboliza, según el historiador del arte Issa Lampe, “la muerte y la trascendencia”, y sirve como comentario sobre la partida cada mañana de Cupido. 
El detalle más llamativo es la representación hiperrealista del cuerpo de Cupido y su expresión. El estudio original de David muestra que siempre tuvo la intención de pintar al dios de esta manera, incluso antes de su exilio.  Las alas de Cupido mantienen este estilo realista, ya que están desgastadas y son feas, lo que hace que Cupido parezca parte del reino de los mortales en lugar de un ser divino. 

## Análisis

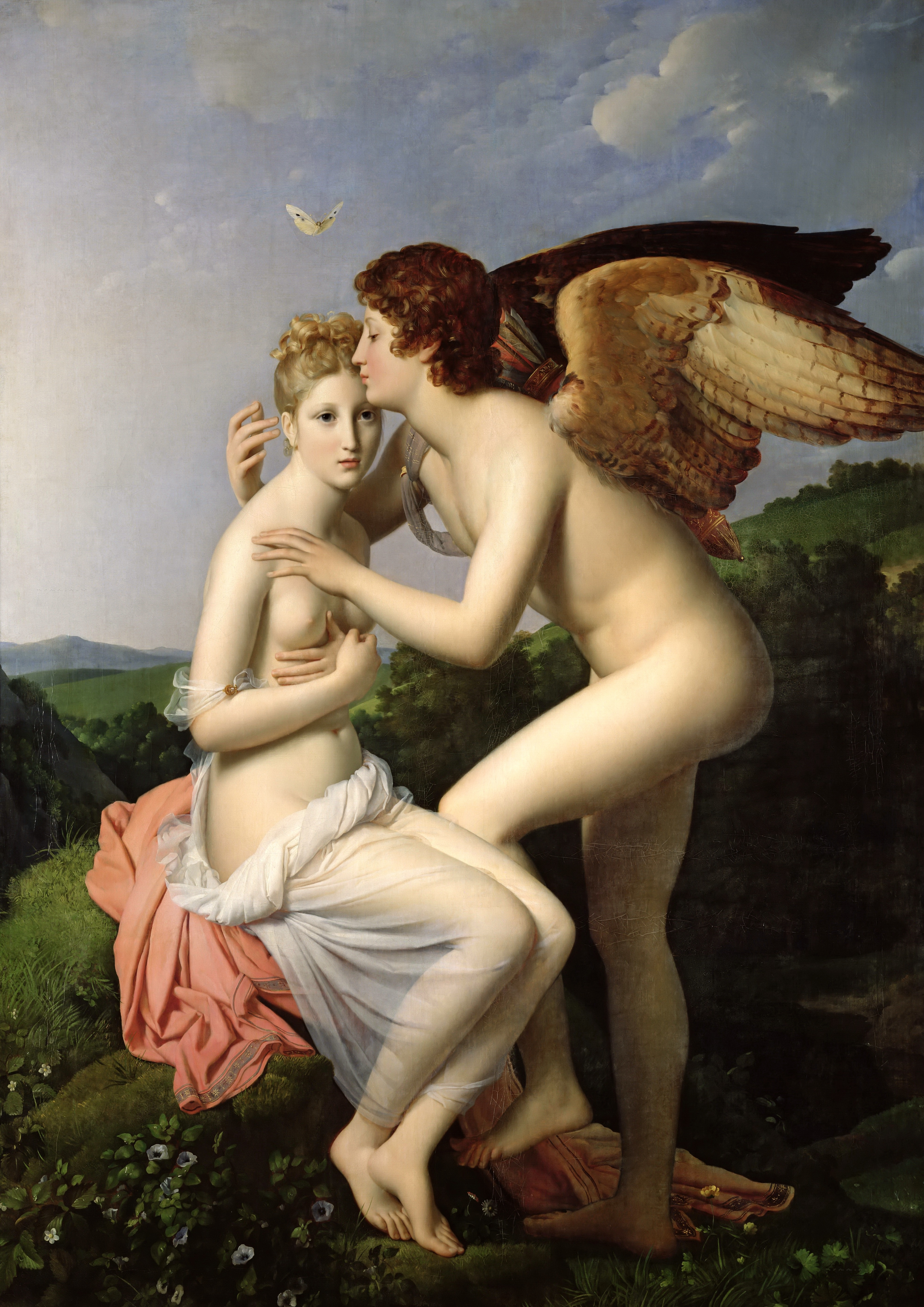
Gerard, Cupido y Psique (1798).

Los análisis del cuadro suelen centrarse en la representación realista de Cupido, que se desvía del tratamiento tradicional del mito.  A veces se cita como comparación Cupido y Psique de François Gérard de 1798. En la obra de Gérard, ambos personajes están pintados de una manera idealizada que enfatiza la pureza del amor juvenil. Las representaciones tradicionales del mito retrataban al dios del amor como un muchacho hermoso y en gran medida inocente.   Los historiadores del arte también han comparado la pintura de David con Amor y Psique (1819) de François Édouard Picot, que representa el mismo momento en que Cupido se marcha, pero de una manera neoclásica, altamente idealizada. 
En la versión de David, Cupido parece siniestro mientras que Psique es vulnerable, lo que sugiere una relación ligeramente pervertida entre los dos.  Cupido parece casi enfermizo; su tez está turbia, y su expresión y lenguaje corporal parecen poco amorosos, rayando en lo hostil, y su cuerpo es escuálido, muy alejado de los cuerpos idealizados típicos de la época.  La posición y la mirada de Cupido rompen la separación entre él y el espectador. Parece salir de la pintura a la realidad y su mirada se dirige al espectador.  Sonríe burlón, como un adolescente orgulloso de haber pasado la noche haciendo el amor con una chica tan bella. Esto crea, según la historiadora del arte Dorothy Johnson, una sensación incómoda al mirar la obra, ya que “hace que los espectadores se vuelvan cómplices de esta dinámica de poder” entre Cupido y Psique. 

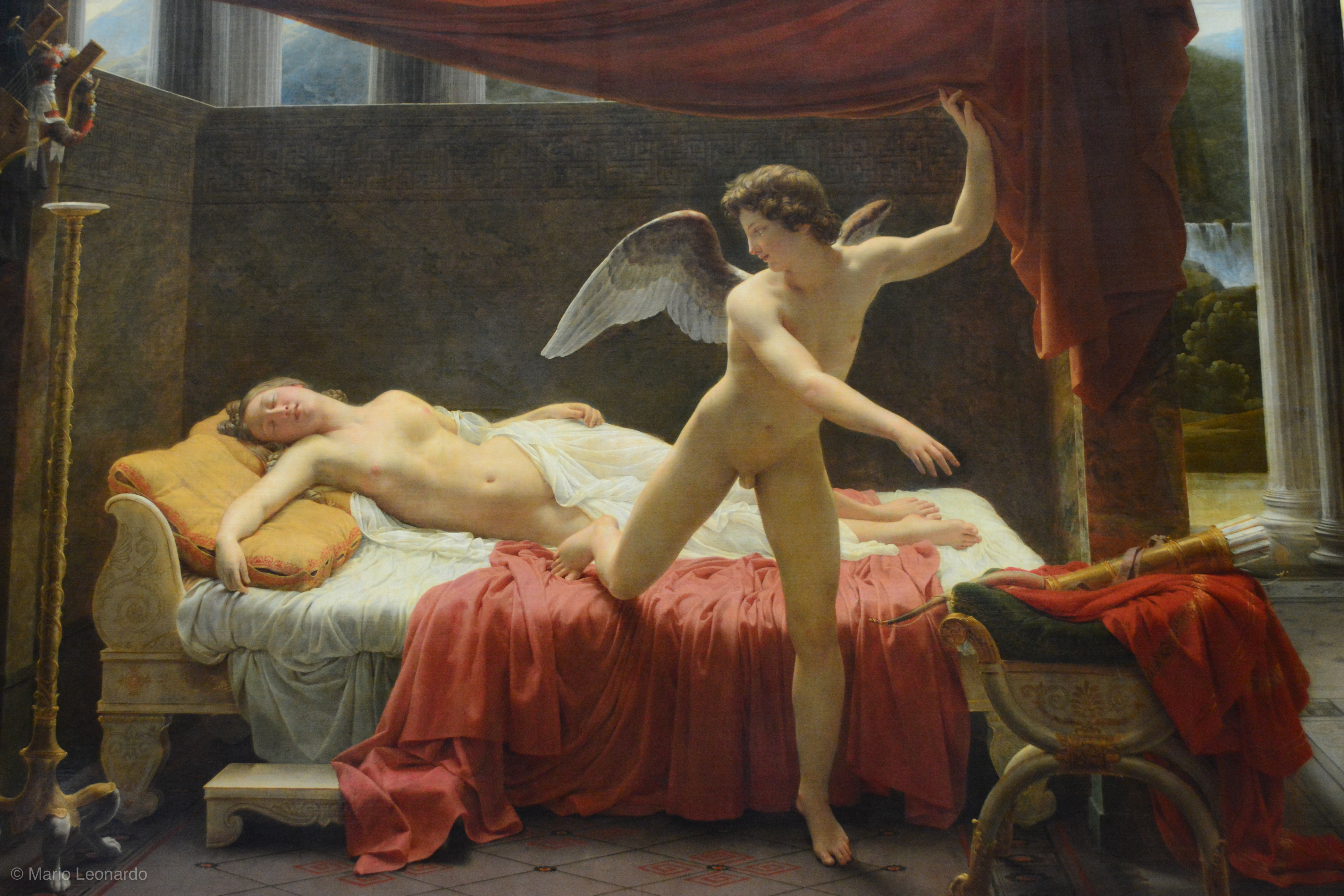
Picot, Amor y Psique (1819).

La pose de Psique también se ha comparado con las representaciones de diosas reclinadas de Tiziano y Correggio.  Su expresión facial es inocente y hermosa.  Ella todavía está dormida, lo que enfatiza su vulnerabilidad. El contraste entre la dulce Psique y el vulgar Cupido crea la novedad que los historiadores del arte han visto en la pintura. 

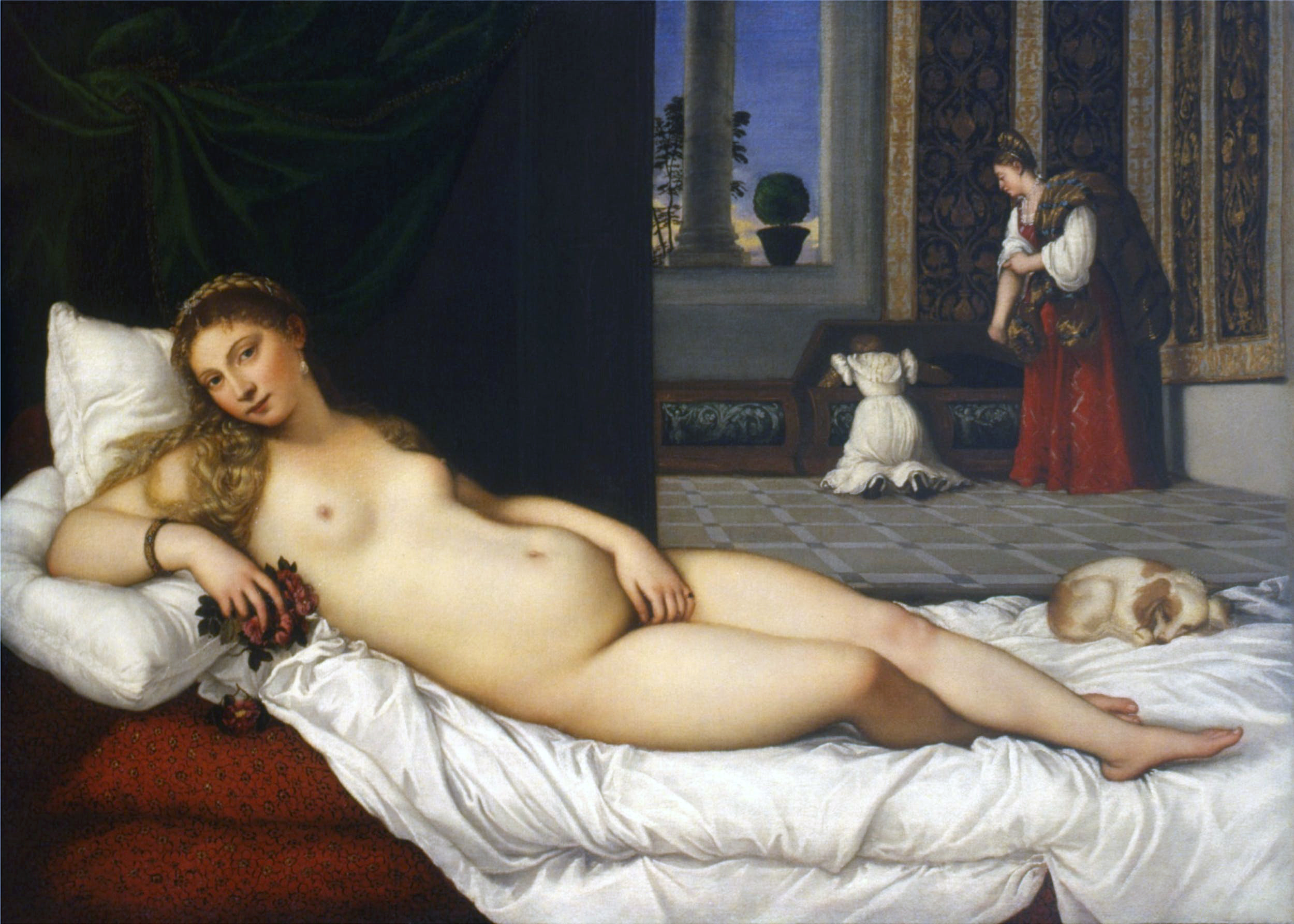
Tiziano, Venus de Urbino (1538): ejemplo de diosa yacente.

## Crítica
Cuando se mostró por primera vez aparecieron dos artículos apoyando la pintura, pero probablemente fueron influenciados por el propio David.  Ambos se centraron en el realismo y un artículo decía que era un enfoque "puramente histórico" de la mitología.  Cuando se lo comparó con el trabajo de Picot, algunos aplaudieron aún más su verosimilitud. 
La abrumadora respuesta, sin embargo, fue negativa. La clase alta y culta dominante prefería obras más idealizadas, ya que el realismo del joven alado se consideraba inmoral por insinuar matices sexuales.  Gros, que por lo demás era un conocido partidario de David, dijo que "la cabeza de Amor tiene un carácter algo parecido a un fauno, las manos son algo oscuras y, sobre todo, no lo suficientemente refinadas".  Otros críticos estaban confundidos por la desviación de la apariencia típica de Cupido y perturbados por su distorsión. 